# Cabina elettrica
Una cabina elettrica è un'officina elettrica connessa a sistemi elettrici di I e II categoria, destinata ad almeno una delle seguenti funzioni: trasformazione, conversione, regolazione o smistamento dell'energia elettrica. La cabina di trasformazione è il complesso dei conduttori, delle apparecchiature e dalle macchine atte a trasformare la tensione fornita delle linee MT ai valori di alimentazione delle linee BT.
La cabina di smistamento consente di derivare da una o più linee in arrivo un maggior numero di linee in partenza, senza effettuare alcuna trasformazione; essa costituisce un nodo di diramazione dell'energia.
Un'altra distinzione riguarda le cabine pubbliche e quelle private (o cabine di utente): le prime sono di proprietà dell'azienda distributrice dell'energia elettrica e servono per l'alimentazione delle utenze private in BT con tensione monofase 230 V e tensione trifase 400 V; le seconde sono di proprietà dell'utente e servono per l'alimentazione di impianti privati di grandi dimensioni (orientativamente oltre i 100 kW di potenza installata), con fornitura dell'energia elettrica in MT. Le cabine private sono formate da tre locali: uno di derivazione della MT e con accesso riservato esclusivamente all'azienda distributrice; il secondo, (comunemente detto locale misure) è il locale ove sono installati i contatori per la rilevazione dei consumi e vi hanno accesso sia l'azienda che l'utente; al terzo (cabina di utente) ha accesso solo l'utente. In questo locale sono presenti il trasformatore e i quadri elettrici di media e bassa tensione manovrabili dall'utente.